# Величина
Величина́ або магниту́да (англ. magnitude) — одне з основних математичних понять. Додатна скалярна величина є узагальненням понять довжина, розмір, площа, об'єм тощо. Неформально, величини — це те, що можна порівнювати між собою. Формально, це елементи впорядкованої множини.
Крім додатних, розглядають ще нуль та від'ємні скалярні величини. Їх широко застосовують у фізиці та механіці (наприклад, під час вимірювання температури, електричного потенціалу, роботи тощо). Усі властивості скалярних величин має система дійсних чисел; тому самі дійсні числа також називаються величинами. Узагальненням скалярних величин є вектори і тензори. Їх можна додавати, але відношення нерівності ({\displaystyle a<b}) для них не має змісту.